# Paulo d'Eça Leal
Pour les articles homonymes, voir Eça et Leal.
Paulo d'Eça Leal, né le 15 juillet 1901 et mort le 18 septembre 1977, est un escrimeur portugais, ayant pour arme l'épée.

## Biographie
Il est médaillé de bronze olympique d'escrime dans l'épreuve d'épée par équipes lors des Jeux olympiques d'été de 1928 à Amsterdam, après avoir terminé quatrième par équipes en 1924 à Paris.